# Helina setosa
Helina setosa este o specie de muște din genul Helina, familia Muscidae, descrisă de Zielke în anul 1970. Conform Catalogue of Life specia Helina setosa nu are subspecii cunoscute.